# Гхатайл
Гхатайл (бенг. ঘাটাইল, англ. Ghatail) — город в центральной части Бангладеш, административный центр одноимённого подокруга. По данным переписи 2001 года, в городе проживало 24 328 человек, из которых мужчины составляли 43,17 %, женщины — соответственно 56,83 %. Уровень грамотности населения составлял 42,4 % (при среднем по Бангладеш показателе 43,1 %). 